# アドルフ・エーンルート
アドルフ・エリック・エーンルート（フィンランド語: Adolf Erik Ehrnrooth、1905年2月9日 - 2004年2月26日）は、フィンランドの軍人。最終階級は陸軍大将。

## 経歴

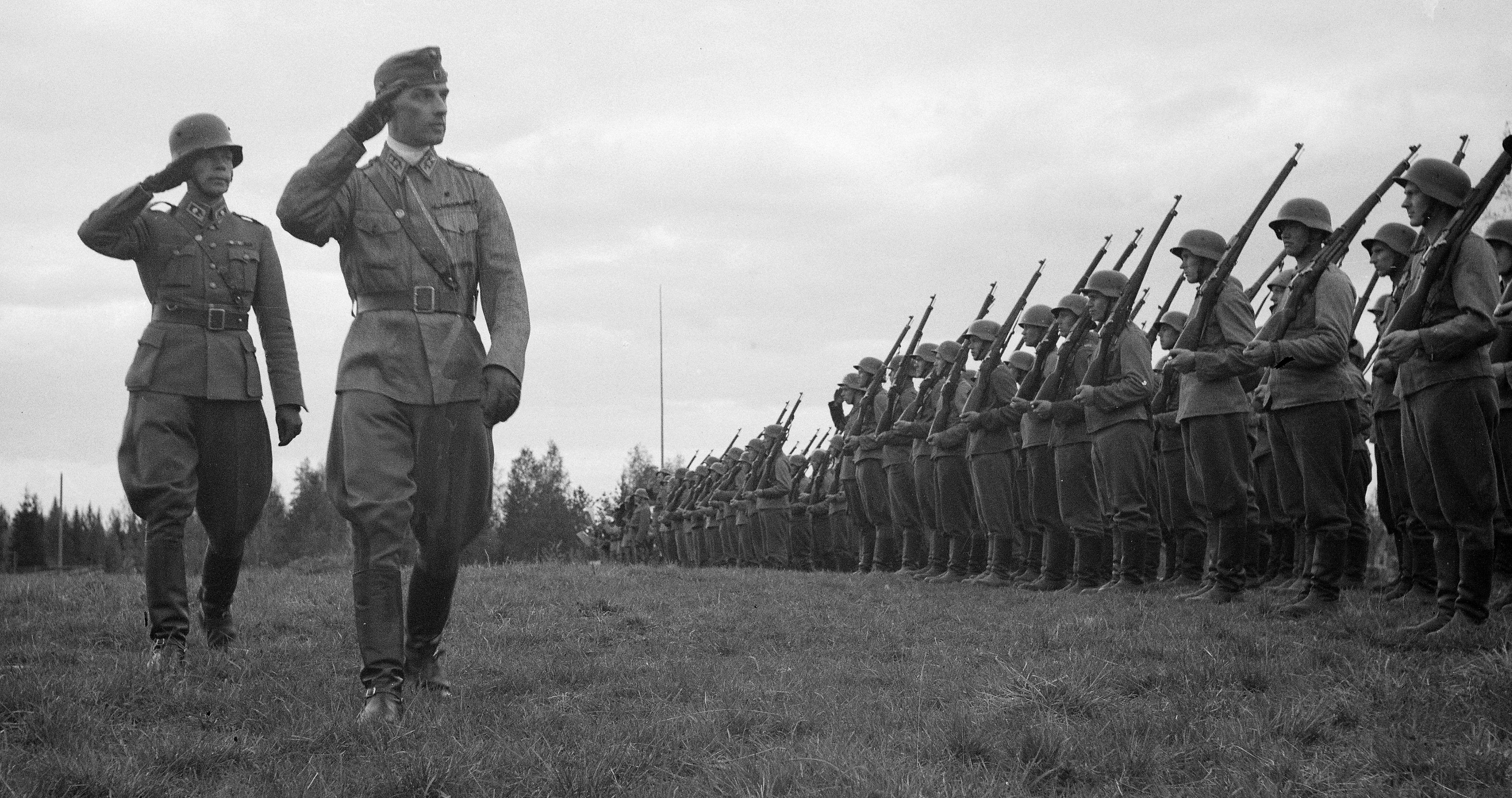
軍隊を観閲するエーンルート（1944年）

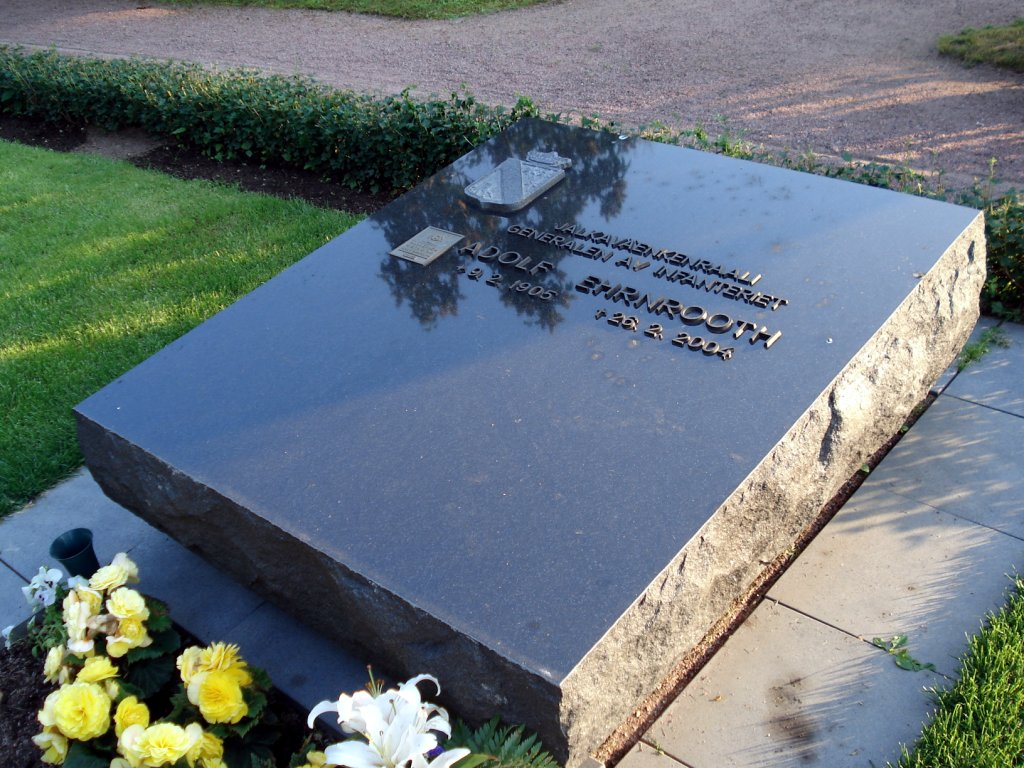
エーンルートの墓

エーンルートは、1905年2月9日にフィンランド大公国・ヘルシンキで生まれた。1922年に陸軍士官学校へ入隊し、ウーシマー・ラクーナ連隊へ配属された。
ソビエト連邦との間で冬戦争が勃発すると、エーンルートは第7師団及び騎兵旅団の参謀に就任し、指揮を執った。続く継続戦争では第2師団の参謀長となったが、途中重傷を負ったため退いている。療養後は第2師団第7歩兵連隊の指揮官として前線へ復帰した。
カレリア地峡の戦いではその戦功によりマンネルハイム十字章、またスウェーデンから剣勲章を受章している。
1958年、デンマークの女官であるカリン＝ビアギッテ・シャック伯爵と結婚し、3人の子供を儲けた。
戦後エールンルースは専ら兵士のケアに従事し、退役軍人らによるコミュニティも取りまとめた。1965年に自身も退役し、2004年2月26日に死去。没後はヘルシンキのヒエタニエミ墓地に埋葬された。同年10月に行われたフィンランドの偉人調査では4位に選出されている。